# قطعنامه ۱۴۴۸ شورای امنیت
قطعنامه ۱۴۴۸ شورای امنیت سازمان ملل متحد که در تاریخ ۰۹ دسامبر ۲۰۰۲ تصویب شد، سندی بین‌المللی دربارهٔ بررسی وضعیت در آنگولا است. این قطعنامه طی نشست ۴۶۵۷ام با ۱۵ رای موافق، ۰ مخالف و ۰ ممتنع تصویب شد.